# La Push
 (novembre 2024).
Si vous disposez d'ouvrages ou d'articles de référence ou si vous connaissez des sites web de qualité traitant du thème abordé ici, merci de compléter l'article en donnant les références utiles à sa vérifiabilité et en les liant à la section « Notes et références ».

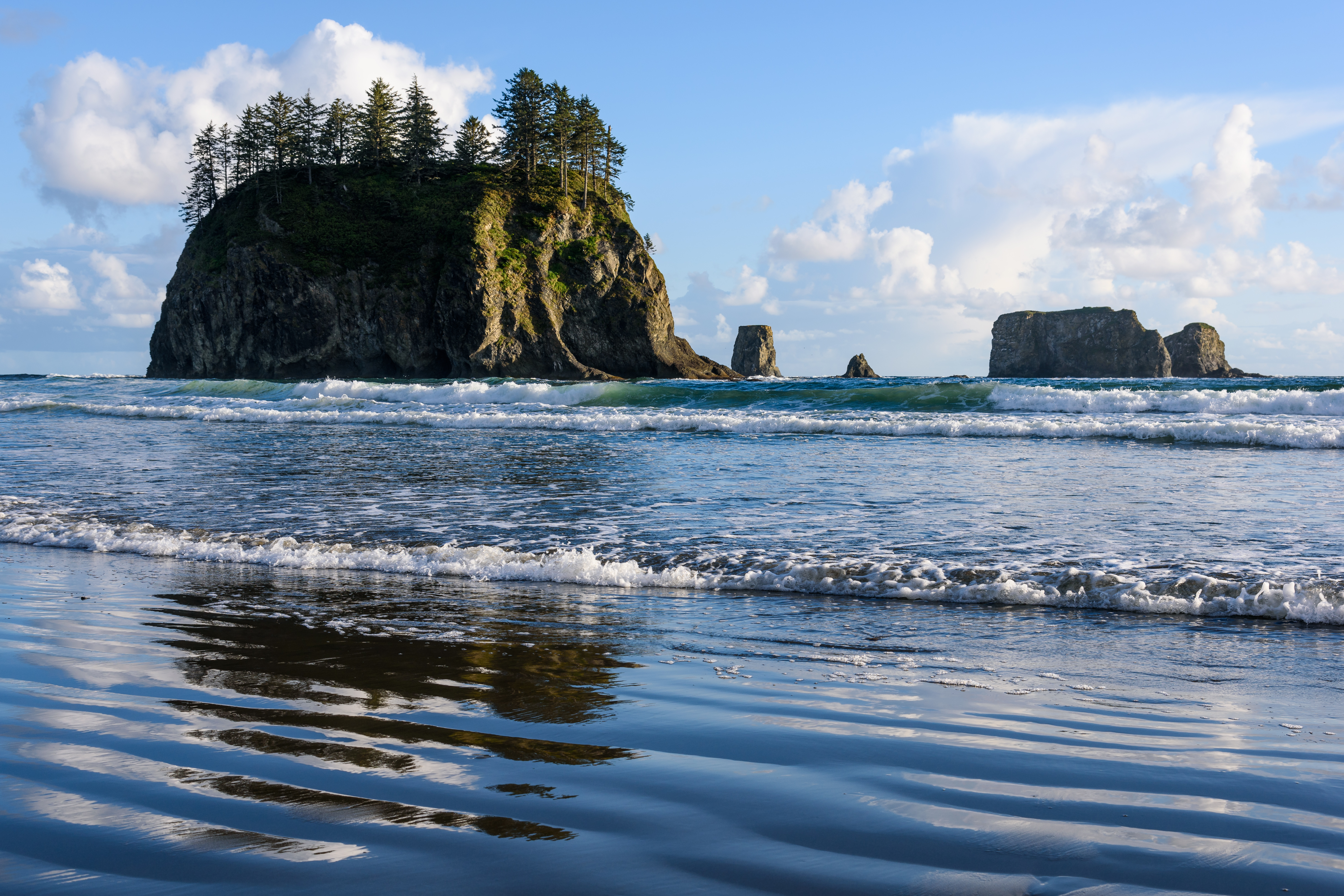
Un stack (géologie) au large de Second Beach (Seconde Plage) à La Push. Juin 2018.

La Push est une localité du comté de Clallam, dans l'État de Washington, aux États-Unis. Il s'agit du lieu d'origine de la nation indienne Quileute, située le long de la rivière Quillayute.
Une des plus grandes attractions de La Push est l'Ocean Park Resort, le long de James Beach. 
Beaucoup de touristes visitent aussi La Push en raison de sa grande importance dans la saga Twilight de Stephenie Meyer. Dans ses livres, le personnage de Jacob Black vit dans cette réserve.